# Metz (groupe)
Pour les articles homonymes, voir Metz (homonymie).
Metz, également stylisé METZ, est un groupe de noise rock canadien, originaire de Toronto, en Ontario. Après la publication de cinq albums studio, d'une compilation et d'un album live entre 2012 et 2024, le groupe se met en pause illimitée.

## Biographie

### Formation et débuts (2008–2012)
METZ émerge de la scène punk locale d'Ottawa, en Ontario. Il s'agit au départ d'un duo composé du chanteur et guitariste Alex Edkins et du batteur Hayden Menzies,. En 2008, le bassiste Chris Slorach complète le groupe qui s'installe à Toronto,. METZ se bâtit rapidement une solide réputation scénique et partage certaines dates avec les groupes Mission of Burma, Death from Above 1979, Archers of Loaf et Mudhoney,.
En 2009 et 2010, une série de trois singles est publiée sur le label canadien We Are Busy Bodies,. En avril 2012, METZ publie une reprise de Sparklehorse à l'occasion du Record Store Day.
Le nom du groupe fait référence à la ville française de Metz où Alex Edkins et Hayden Menzies se sont produits en 2006 avec leur ancienne formation The Grey.

### Sub Pop etMETZ(2012–2014)
En mai 2012, le groupe signe sur Sub Pop et publie en octobre un premier album éponyme enregistré avec l'aide de Graham Walsh du groupe Holy Fuck et d'Alex Bonenfant, producteur de Crystal Castles,,,,.
Le groupe passe une grande partie de l'année 2013 sur les routes avec environ 120 dates de concerts en Amérique du Nord et en Europe, aux côtés notamment de Fucked Up et Titus Andronicus,. Un nouveau titre intitulé Can’t Understand est publié dans le cadre de la série de singles de la chaîne Adult Swim. METZ est nommé et se produit sur scène lors de la cérémonie du Prix de musique Polaris.
L’année 2014 voit le groupe tourner sur la Côte Ouest des États-Unis avec Cloud Nothings, ainsi que dans plusieurs festivals européens. En juin 2014, le groupe publie une reprise du titre I’m A Bug du groupe punk Urinals.

### IIet suites (2015-2016)
METZ débute l’année 2015 par une tournée canadienne en première partie de Death From Above 1979. En février, le groupe annonce son deuxième album, II, pour le 5 mai 2015, toujours chez Sub Pop. Un premier titre, Acetate, est dévoilé pour l’occasion. Le groupe part alors pour une longue tournée qui, en plus de l'Amérique, passe par l'Europe mais également le Japon ou l'Australie.
En 2016, le groupe publie trois 45 tours, dont un split avec Mission of Burma et une collaboration avec John Reis (Drive Like Jehu, Hot Snakes),,.

### Strange Peace(2017-2019)
Metz publie un troisième album studio, baptisé Strange Peace, le 22 septembre 2017. Les sessions d'enregistrement ont lieu au Electrical Audio, sous la houlette de Steve Albini.

### Atlas Vending(2020-2023)
En juillet 2020, le groupe annonce la parution pour le 9 octobre 2020 de son 4e album, nommé Atlas Vending. Un premier titre, A Boat to Drown In, est dévoilé. L'album est enregistré et mixé à Pawtucket par Seth Manchester. Une première tournée nord-américaine pour accompagner ce nouvel album débute en novembre 2021, en compagnie du groupe Preoccupations. Le 20 novembre 2021 à Santa Clarita en Californie, ils se font voler la camionnette contenant l'ensemble de leur matériel. Une campagne de collecte de fonds leur permet de récolter suffisamment d'argent pour poursuivre la tournée.
En mars 2022, le groupe publie un single partagé avec Adulkt Life. Alex Edkins publie en mai son premier album solo, sous le nom de Weird Nightmare,. En septembre, METZ partage un nouveau single intitulé Come On Down, qui les voit collaborer avec le leader d'IDLES Joe Talbot. Le single est accompagné d'Heaven's Gate, titre qui figure dans la bande originale du jeu vidéo Cyberpunk 2077.

### Up on Gravity Hill(depuis 2024)
Le 14 février 2024, le groupe dévoile les chansons Entwined (Street Light Buzz) et 99, annonciatrices d'un cinquième album, Up on Gravity Hill, pour le 12 avril de la même année. Produit une nouvelle fois par Seth Manchester, l'album comprend des prestations d'Amber Webber de Black Mountain et du compositeur Owen Pallett. Un troisième extrait tiré de l'album, Light Your Way Home, est publié le 19 mars 2024. Alex Edkins cite comme influences de cette chanson les groupes Low et Jesu.
Le 10 octobre 2024, le groupe annonce que sa prochaine tournée en Europe et au Royaume-Uni sera la dernière : « Nous avons décidé, collectivement, de tourner la page de METZ. Le groupe entrera en pause pour une durée indéterminée, afin de nous consacrer à d'autres projets et de passer plus de temps auprès de nos familles. »

## Membres
- Alex Edkins – chant, guitare
- Chris Slorach – basse
- Hayden Menzies – batterie

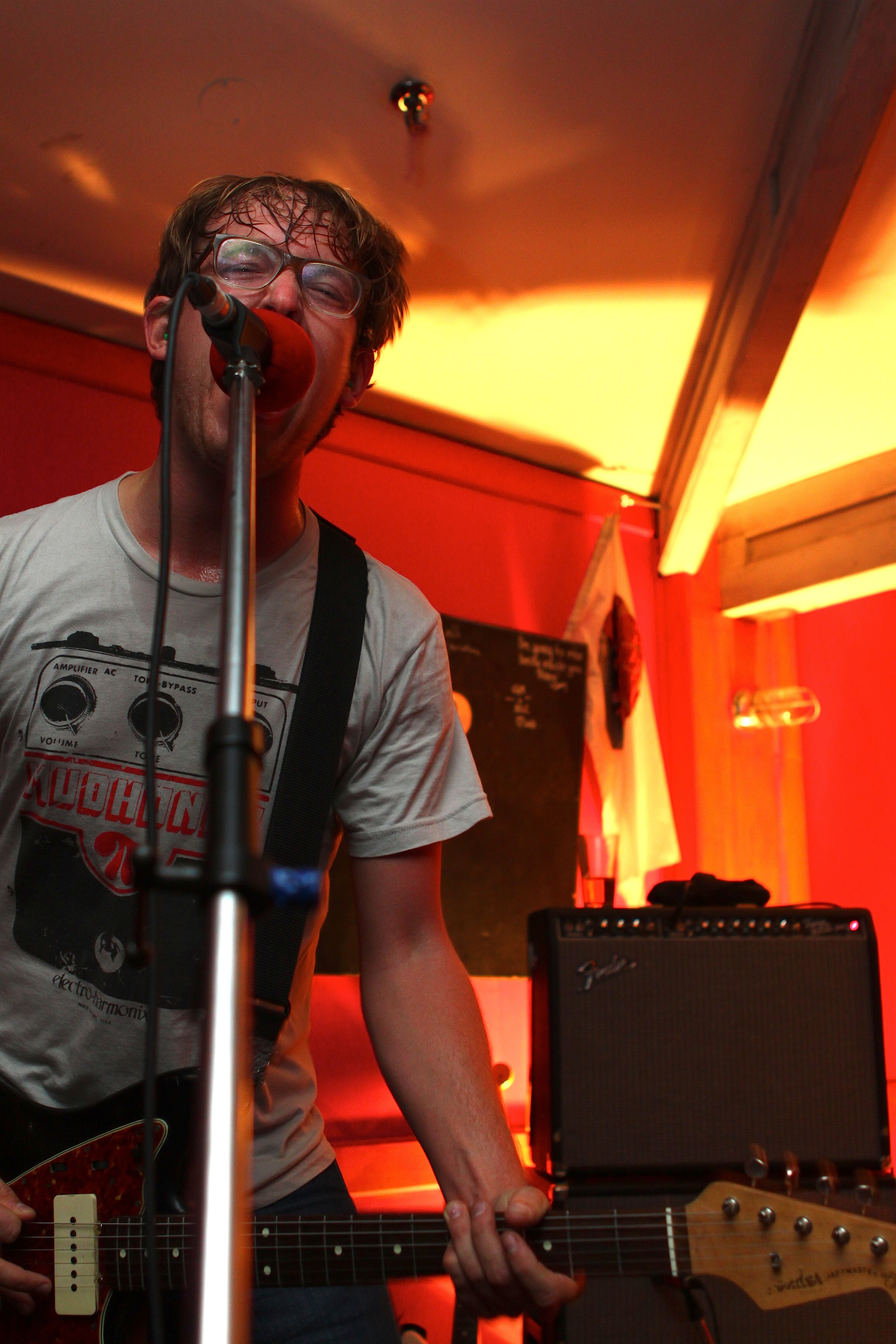
Alex Edkins.
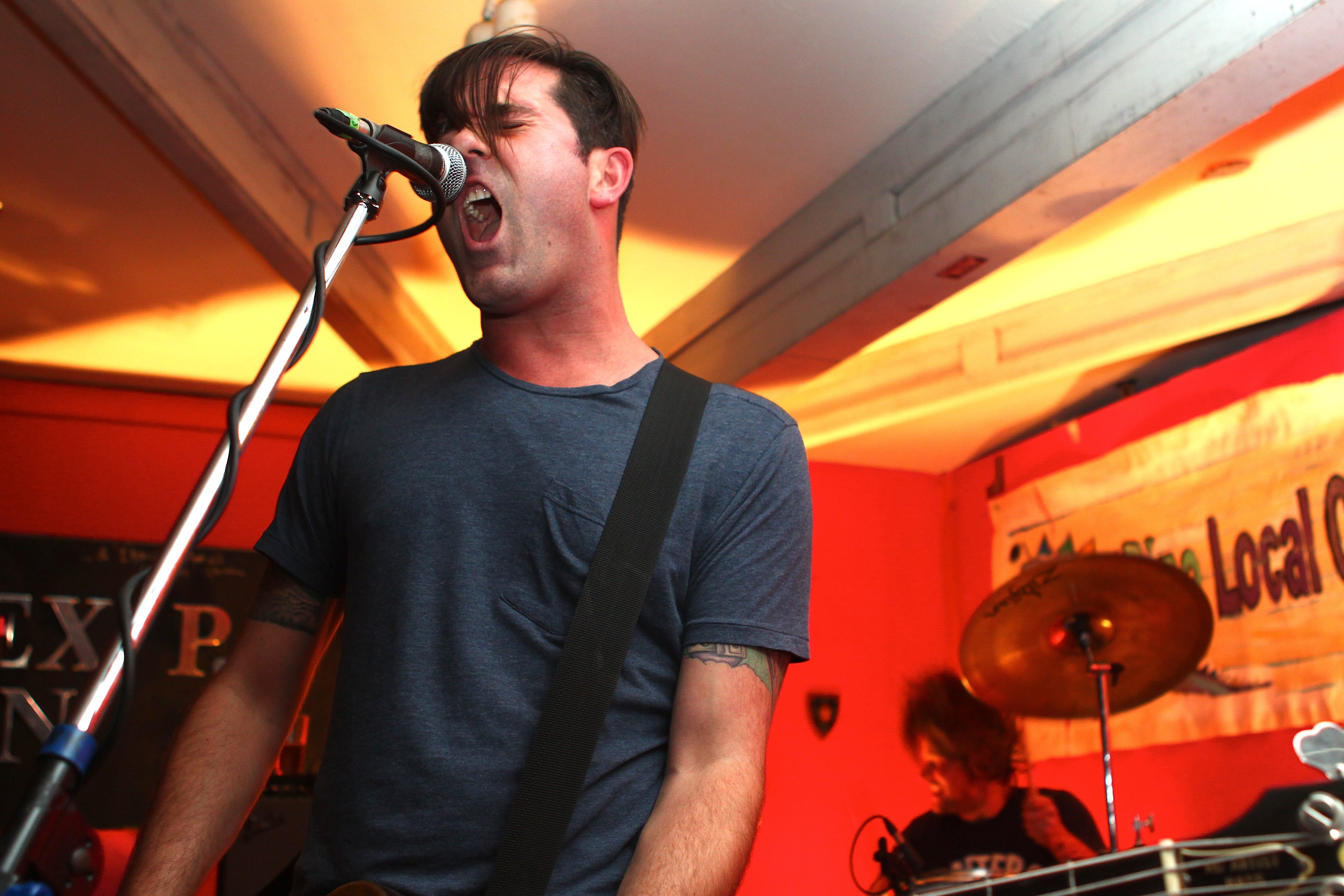
Chris Slorach.